# 小行星5205
小行星5205（英語：5205）是一颗围绕太阳公转的小行星。1988年2月11日，上田清二、金田宏在钏路市发现了此天体。
这颗小行星的绝对星等为302.773144412614等。